# 欧州安定メカニズム
欧州安定メカニズム（おうしゅうあんていメカニズム、英語: European Stability Mechanism、略称: ESM）は、ESM設立条約を批准したユーロ圏諸国により運営される政府間組織である。ESMはユーロ圏加盟国や金融機関に対して迅速に資金を供給し、ユーロ圏金融システムの安定を維持することを目的として2012年10月8日に設立された。ESMは先に運用されていた欧州金融安定ファシリティ（European Financial Stabilisation Facility: EFSF）を置き換える形で創設された。

## 概要
ESMは自らを「ユーロ圏加盟国にとっての『最後の貸し手』」と表現している。ESM加盟国は財政的に困難な状況にあるか、自国の金融セクターの安定性が脅かされ資本注入が必要な場合にベイルアウト（救済）を要請することができ、ESMは合計5,000億ユーロを上限とする支援を実行することができる。
ESMによる支援を要請した加盟国は、いわゆるトロイカ（欧州）（欧州委員会、ECB及びIMFで構成される協議体）と、財政健全化や市場アクセス回復等に必要となる条件を支援実行前に交渉する。ユーログループと欧州理事会がこれを承認すると、支援条件をまとめた覚書が加盟国と欧州委員会により署名され、支援が実施される。ESMによるベイルアウトを受けるための他の条件としては、当該加盟国が欧州財政協定を批准することがある。さらにESMによる金融支援は通常複数回に分けて実施され、それぞれの実施には加盟国の申請と、当初覚書で定められたマイルストーンの達成が条件となる。
2010年代の欧州政府債務危機において、ESMはギリシャ、キプロス、スペインの3カ国に対して融資を実施した。前身のEFSFが行ったアイルランド、ギリシャ、ポルトガルに対する融資と合わせ、計5カ国に対する支援が実施されたことになる。
なおEUレベルで加盟国に対する経済的支援を行う枠組みとしては、EU加盟国すべてを対象として2010年5月にEFSFと合わせて設立された欧州金融安定メカニズム（European Financial Stabilisation Mechanism: EFSM）があるが、ESMの前身となったEFSFとは異なりESMとEFSMの間に直接の関係はない。

## 歴史
EU諸国への貸付を余儀なくされた2010年代初頭の欧州政府債務危機を受け、ユーロ圏加盟国は過大な債務を抱え、金融市場からの資金調達が難しくなった加盟国に対し、自国やヨーロッパ全体への波及を避けるために支援を実施する必要性に迫られた。この状況下で欧州金融安定ファシリティ（EFSF）や欧州金融安定メカニズム（EFSM）といった枠組みが生み出されたのである。これら制度は国際通貨基金（IMF）などとともに危機的な状況にあるEU加盟国に対して資金を貸し付けるものであり、実際に2010年以降のギリシャ危機においては、EFSFとEFSMはIMFとも協調して資金を注入した。

### EU機能条約136条の改正
ただ、EFSFはルクセンブルク法に基づいた企業体としてEU法の枠外で、またEFSMはEU機能条約（TFEU）122条2項の規定に基づいて設立されていたが、「例外的な状況」に限り金融支援が許容されるとする122条やEU・EU加盟国に他の加盟国への信用供与を禁じた同条約125条の「救済禁止条項」との兼ね合いから、恒久的な枠組みとしては設置することができなかった。その結果、EFSFなどは2013年6月末までの時限的措置として設立された。

この状況を受け、恒久的な加盟国支援を可能にするためにEU機能条約を改正する必要があることが2010年12月16-17日の欧州理事会で決定された。この改正はEU条約48条6項の簡易改正手続（Simplified Revision Procedure: SRP）で2011年3月25日に実施され、EU機能条約136条に金融安定化機構の設立が可能である旨を確認する内容の第3項を追加することで、恒久的な支援枠組みの設置が可能になった。改正136条3項は次のように定めている：
| 「 | 3. The Member States whose currency is the euro may establish a stability mechanism to be activated if indispensable to safeguard the stability of the euro area as a whole. The granting of any required financial assistance under the mechanism will be made subject to strict conditionality. | 」 |

改正EU機能条約は2013年5月1日に発効した。

### ESM設立条約
EU機能条約の改正とは別に、欧州安定メカニズムは同制度の運営のあり方を定めたユーロ圏諸国の「欧州安定メカニズム設立条約（Treaty Establishing the European Stability Mechanism: ESMT）」に基づいて設立されている。当初この条約は2011年7月11日に各加盟国によって署名されたが、その後必要な修正が明らかになったために、2012年2月2日に改めて修正版への署名がなされた。ESM設立条約は当初2013年7月に業務を開始する予定であったところ、その後予定を早めて2012年7月には業務を開始できるようにするべきだとされた。ESM設立条約はイギリスが財政統合への参加を拒んだことから、ユーロ圏加盟国のみが参加することとなった。
各国の批准プロセスにおいては、2012年6月29日にはドイツ議会がESM設立条約を承認したものの、その後になってESM条約が基本法に定められた連邦議会議員の財政統制権を侵害し、ひいては国民主権を侵害する憲法違反であるとして連邦憲法裁判所で訴訟が提起されたことを受け、ヨアヒム・ガウク大統領は憲法裁の判断が出るまで署名を遅らせる姿勢を示した。各国の拠出額がユーロ圏内でのGDPシェアに基づいて決定されるESMにおいて域内最大の経済規模を誇るドイツの影響力は大きく、実質的にESM構想の成立そのものがドイツ憲法裁判所の判断に委ねられることとなった。
最終的にドイツ連邦憲法裁判所は9月12日、①将来の拠出金増額にあたり、連邦議会の事前承認を得ること、②連邦議会及び連邦参議院に対するESMに関する包括的な情報通知が実施されることの2つを条件にESM設立条約の批准を承認した。これを受け連邦政府は連邦憲法裁判所の出した条件を受け入れる覚書を承認し、またガウク大統領も署名を遅らせていた条約批准のための法律を認証した。ドイツの批准により9月27日、ESM設立条約は当初予定より数カ月遅れて発効した。
欧州司法裁判所は2012年11月の判決で「EU機能条約の各条項はESM設立条約の批准を妨げるものではない。また新たに設けられるEU機能条約136条3項は加盟国の権限を確認するものにすぎないため、加盟国がESM設立条約を批准する権限はEU機能条約改正の発効有無に影響を受けない。」との判断を示した。ESMは2012年10月8日に初の理事会会合を開き、業務を開始した。 
2012年9月27日にESM設立条約が発効した時点で、批准を終えていたのは16カ国だった。エストニアは数日後の10月3日に批准プロセスを完了し、その翌日に効力が発生したため、10月8日のESMの第1回会合には参加している。2013年7月9日に欧州理事会がラトビアのユーロ圏参加を最終的に承認したことを受けて、ラトビアは2014年1月1日にユーロへ移行し、ESMに加盟する資格を得た。ラトビア議会は2014年1月30日にESM設立条約を批准、3月13日に正式な加盟国となった。リトアニアは2015年1月1日にユーロを導入し、同年2月3日にESMに加盟した。クロアチアは2023年1月1日にユーロを導入し、同年3月22日にESM加盟国となった。2025年2月現在、ESMの加盟国は20カ国である。

## 債務危機後のESM

### 新型コロナウイルス危機下のESM
2020年3月、新型コロナウイルスのパンデミックへの各国の対応を支援するため、欧州委員会は安定・成長協定の一般免責条項を発動してESMを含む財務規律要件の一時停止を提案し、欧州理事会がこれを承認した。また欧州理事会は同年7月までに7,500億ユーロ規模の復興基金の設立で合意し、この基金は「次世代EU（Next Generation EU: NGEU）」と名付けられた。ESMも同年5月に2,400億ユーロの支援枠を創設した。

### ESM設立条約の改革
2015年6月に発表された経済通貨同盟（EMU）の改革プランにおいて、中期的（2015年から2017年まで）にESMは金融支援ツールの効力を高めると同時に、長期的にはEU法の枠組みへの完全な統合を達成し、民主的な説明責任や正当性を確保すべきだとされた。また、ESMの後継としてEU法に対応した形で欧州通貨基金（European Monetary Fund）を創設する提案が欧州委員会によって2017年12月に公開された。
ESMをEU法に組み込む試みは進展するまでに時間を要したが、ユーログループの財務相会合は2020年11月30日、ESM設立条約を改正し、すべてのユーロ圏加盟国が批准することで合意した。
改正案には以下の内容が含まれた：
- ESMに支援実施国のマクロ経済・金融市場の監視機能を新たに設ける。[31]
- ユーロ圏加盟国が国債を新規起債する際、「シングルリム」方式の集団行動条項（CAC）の設定を義務付け。シングルリム方式のCACが設定されている場合、債権者は個別発行回ごとではなく、発行回に依らず全ての債権者によって行われた投票結果に基づいて債務条件の変更が可能になる。[32][33]
- 最高経営責任者の独立性を強化し、加盟国の意思からESMの行動を明確に分離する。[31]
- 予防的プログラムの利用条件等の変更[31]
- 単一破綻処理基金（SRF）の裏付けとして、緊急時にESMがSRFに対して資金を融通することを許可する。ESMが支援手段として従来利用可能だった銀行への直接資金注入は認められなくなる。[31][32][33]

改正ESM設立条約は2021年1月27日にユーロ圏加盟国により署名され、各国の批准プロセスが進行中である。2022年初頭までにイタリア以外の加盟国は改正条約を批准したが、23年12月にイタリア議会が債務再編を迫られるとの懸念から批准を否決しており、一方で改正条約の発効にはすべてのESM加盟国の批准が必要とされているため、ESM設立条約改革は未完の状態が続いている。

## 活動
ESMは国際法に基づいて設立された政府間組織であり、ルクセンブルク市に本部を置く。職員数は2023年末時点で230人で、これらの職員は欧州金融安定ファシリティの業務と兼務している。組織を統括するのは5年任期の最高経営責任者（Managing Director）で、初代の最高経営責任者は2012年に指名されたクラウス・レグリングである。
最高経営責任者を統制する機関として、理事会と取締役会が設けられている。理事会メンバーには各国の財務担当相が就任することになっており、ESMの最高意思決定機関として各種事項の検討・決定を行う。また、取締役会も各国1名の代表者で構成され、ESMの運営上必要な場合に会合を開くとされている。

### 支援手段
ESMが利用できる加盟国向けの支援ファシリティには、以下のようなものがある。
1. マクロ経済調整プログラムに基づく貸付け（包括支援）：財政難の加盟国に対して貸付けを行う。貸付けにあたっては欧州委員会とECB（場合によってはこれに加えIMF）が経済改革計画を策定し、各支援トランシェの実行時に計画の達成状況を確認する。達成状況が計画に届かない場合は支援が停止される。[42] これまでアイルランド、ポルトガル、ギリシャ、キプロスに対して発動された。[43]
2. 銀行増資プログラム：金融セクターが政府債務や金融の安定に深刻なリスクをもたらす場合に選択されるプログラムで、加盟国政府を経由するものと、直接金融機関に資本を注入するものがある。前者は加盟国が「包括支援」の対象外で、銀行増資のための民間資金を動員することが困難で、かつ政府の負担が財政の安定を損なうおそれがある国が対象となる。後者は銀行、金融持株会社を対象として、①当該金融機関が資本要件を遵守できず改善のための資金を民間セクターから十分に調達することができない、②銀行再建・破綻処理指令（Bank Recovery and Resolution Directive）に定められたベイルインのような手段が資本の不足に対処するのに十分でない、③当該金融機関が加盟国またはユーロ圏全体の金融の安定を脅かす重大な脅威がある、④当該金融機関がECBによって監督されている、⑤政府の負担が財政の安定を損なうおそれがある、の条件を満たす場合に、域内全体で600億ユーロを上限として実施される。[42] 加盟国政府を経由しての支援はスペインに対して発動された。[43]
3. 予防的プログラム（PCCL/ECCL）：現時点での経済状況は健全な加盟国に対して、市場へのアクセスを引き続き確保することを目的として、直接貸付または発行市場での国債買付の形で支援を行う。支援期間は当初1年間で、その後更新可能である。借入枠には2つの種類があり、予防的信用枠（Precautionary Conditioned Credit Line: PCCL）は公的債務などEUの財政とマクロ不均衡基準を満たす国に提供される。もう一方の強化された信用枠（Enhanced conditions credit line: ECCL）はPCCLの基準を満たさないものの経済・金融情勢は健全と判断される国が対象となる。プログラムの利用国は自国の脆弱性に対処し、将来の市場での資金調達へのアクセスを維持するための措置を取ることが求められ、欧州委員会がこれを監視する。[42][43]
4. 発行市場での買入：加盟国の市場へのアクセスを維持または回復することを目的として、当該国の国債を発行市場で最終入札額の50%を上限として買い付ける。このファシリティは市場復帰の段階にある「包括支援」または「予防的プログラム」の対象国に対して適用される。
5. 流通市場での買入：加盟国が要請し流動性不足が金融市場の安定を妨げるとECBが判断した場合に、国債市場の健全な運営を支援するため、流通市場で国債を買い入れる。当該加盟国の経済・金融情勢が健全でない場合、支援の条件としてマクロ経済調整プログラムが課される。
6. その他：新型コロナウイルス危機を受けてESMは2020年5月、これらの支援手段とは別に「パンデミック危機支援」制度を導入した。2022年末を期限として、加盟国は新型コロナウイルスに係るヘルスケア、感染症治療・予防に関する国内支出のためのクレジットラインを利用できる。[43]

当初EFSFとESMは、金融システム安定のための貸出を加盟国政府に対して直接行うものとされ、銀行増資プログラムを発動する場合はまず資金を当該国政府に支払い、それから政府経由で金融セクターに資金が供給されることになっていた。しかしながら、この方法では当該国政府の政府債務がさらに増加し、GDP比の政府債務増加が当該国のさらなる信用格付け悪化に繋がることが懸念された。
2012年10月19日に開催されたEU首脳会議において、ESMの銀行増資プログラムを金融機関に直接実施できるようにするための前提条件とされていた銀行監督の一元化を13年中に実施することが合意され、銀行への直接増資措置の解禁にもメドがついた。その後2013年9月と10月に欧州議会と閣僚理事会が単一監督メカニズム（SSM）に関する規則をそれぞれ採択したことを受け、2014年12月、ESMは再建・清算の途上にあるシステム上重要な銀行に対する最後の支援手段として、「銀行への直接増資」の枠組みを新たに利用できるようになった。これは欧州債務危機後に整備された単一銀行監督制度（SSM）や単一破綻処理制度（SRM）等の銀行同盟の枠組みにおける目的の一つ「銀行と当該銀行の母国政府の信用悪化の連鎖の遮断」に照らして、ESMによる銀行支援が母国政府の債務を増やし、信用力を悪化させることを避けるためである。このプログラムは銀行が民間債権者に対するベイルインを実施し、また単一破綻処理基金からの援助を受けたうえでも追加の資金を必要とする場合に発動される。つまり、システム上重要な銀行に対する資本注入の必要がある場合、まずは民間債権者のベイルインと、（銀行再建・破綻処理指令に基づく）単一破綻処理基金からの拠出がその役割を果たす。ESMによる銀行への直接増資はそれら第一の資金源からの支援では不十分とみなされる例外的な事態にのみ、「最後の裏付け」として利用されると位置づけられている。
2012年9月、ECB政策理事会は各国の極端な金利水準の差を抑制し、財政健全化と構造改革を支援することを目的に、従来の国債買取プログラムの後継となる金額無制限・優先弁済権を設定しない（ECB購入分が民間保有分に優先しない）OMT（Outright Monetary Transactions）プログラムを導入すると発表した。無秩序な買い入れが最終的にECBに損失をもたらすことを避けるため、このプログラムはEFSF/ESMに財政支援を要請し、財施健全化・構造改革に関する支援条件を遵守している国のみが対象になるとされ、買い入れ対象の国債も残存期間が1年から3年の短期国債に限定された。

### 実施した支援[52]

#### ギリシャ
税収基盤が脆弱であったギリシャは、世界金融危機の後急激に財政が悪化し、市場からの資金調達が困難な状況に陥った。財政や社会・市場システムに関する広範かつ大規模な改革を必要としたギリシャは2010年代に国際社会から3度にわたる財政支援を受けた。途中2015年に改革プログラムを一時的に放棄するといった混乱を経つつも、ギリシャの公的債務圧縮は順調に推移しており、2023年にはS&Pグローバルが長期国債の信用格付けを投資適格級に引き上げた。
ESMは2015年8月からの3度目の財政支援において、619億ユーロの支援を行った。第1次支援で529億ユーロを供給したギリシャ専用のファシリティと第2次支援で1,419億ユーロを供給したEFSFを合わせると、欧州からの支援総額は2,566億ユーロにのぼる。ギリシャは2018年8月にESMのプログラムを完了しており、注入資金の返済は2034年から2060年まで時間をかけて行われる予定である。
第3次支援では、ギリシャは以下のような支援条件に合意した。
- プライマリーバランスを18年までにGDP比3.5%の黒字に
- 年金改革：年金基金の財政均衡、受給開始年齢の引き上げ
- 税制改革：脱税の撲滅、付加価値税制の簡素化
- 労働市場改革：職業訓練や能力構築の支援
- 民営化：国有財産の民営化を推進

#### キプロス
財政赤字や金融セクターの混乱、先に財政状況が悪化していたギリシャとの結び付きの深さなどから、キプロスの金融財政状況は急激に悪化し、2012年にEFSFとIMFに対して支援が要請された。支援には以下の条件が付された：
- 構造改革を通じて国内銀行セクターの健全性を回復する
- 支出の効率化などを実施し、政府の財政赤字体質を改善する
- 構造改革によって国内産業の競争力を確保し、持続可能な成長への道筋をつける

新型コロナウイルス危機により足元では減速しているものの、総じてキプロス国内の構造改革は順調に進んでいる。資本規制や経済調整プログラムなどを通じて預金や流動性を安定させることで、国内銀行システムの健全性も強化されている。
キプロスへの支援はESMとIMFによって2013年4月から2016年5月にかけて協調して行われ、ESMからは合計63億ユーロが供給された。キプロスはIMFからの借り入れを2020年2月までに全額返済しており、ESM資金の返済は2025年から2031年にかけて行われる予定である。

#### スペイン
世界金融危機の影響で、不動産投資が膨らんでいたスペインの銀行は大きな損失を被った。その後の不況もあってスペイン政府による2010年の構造改革の試みは失敗に終わり、2012年にEFSFに対する支援が要請された。このプログラムでは支援を要する個別の銀行に対しては資本ニーズの特定や不良資産の処分、構造改革が求められた一方、銀行セクター全体に対してもより厳しい資本・開示要件やガバナンスの改善、規制・監督の強化などが必要とされた。
スペインへの支援は銀行システムへの資本注入の形で、2012年12月から2013年12月まで実施され、供給額は413億ドルに達した。支援はESM（ESM設立前はEFSF）によりスペイン政府が設立した銀行業界再編基金（FROB）に対して行われ、この基金を通じて国内の銀行に資金が注入された。注入資金の返済は2027年を最終的な期限として既に始まっており、2024年末時点で300億ユーロ弱が返済されている。

## 歴代の最高経営責任者（CEO）
| N° | 写真                            | 氏名                            | 任期                           |
| -- | ------------------------------- | ------------------------------- | ------------------------------ |
| 1  |                                 | クラウス・レグリング            | 2012年9月27日 - 2022年10月7日  |
| -  | クリストフ・フランケル （暫定） | クリストフ・フランケル （暫定） | 2022年10月8日 - 2022年11月30日 |
| 2  |                                 | ピエール・グラメーニャ          | 2022年12月1日 - 現在           |

## 資金
出資比率
ESMは各国政府の拠出する資本金に基づいて運営される。この資本金は払込済み分800億ユーロ、支援対象国の債務不履行時等に利用される請求払い資本6,200億ユーロの計7,000億ユーロが設定されている。下表は、2024年4月19日時点の各国の出資割合・出資額を示す。
| 加盟国         | 出資比率 (%) | 持分数    | 出資額 (百万ユーロ) | 払込済資本 (百万ユーロ) |
| -------------- | ------------ | --------- | ------------------- | ----------------------- |
| ドイツ         | 26.7402      | 1,894,528 | 189,452,800         | 21,651,750              |
| フランス       | 20.0809      | 1,422,720 | 142,272,000         | 16,259,660              |
| イタリア       | 17.6457      | 1,250,187 | 125,018,700         | 14,287,850              |
| スペイン       | 11.7256      | 830,750   | 83,075,000          | 9,494,290               |
| オランダ       | 5.6315       | 398,988   | 39,898,800          | 4,559,860               |
| ベルギー       | 3.4250       | 242,662   | 24,266,200          | 2,773,280               |
| ギリシャ       | 2.7745       | 196,573   | 19,657,300          | 2,246,550               |
| オーストリア   | 2.7418       | 194,252   | 19,425,200          | 2,220,020               |
| ポルトガル     | 2.4716       | 175,114   | 17,511,400          | 2,001,300               |
| フィンランド   | 1.7706       | 125,443   | 12,544,300          | 1,433,630               |
| アイルランド   | 1.5684       | 111,117   | 11,111,700          | 1,269,910               |
| スロバキア     | 0.9791       | 69,369    | 6,936,900           | 792,790                 |
| クロアチア     | 0.5215       | 36,950    | 3,695,000           | 422,290                 |
| スロベニア     | 0.4643       | 32,894    | 3,289,400           | 375,930                 |
| リトアニア     | 0.4042       | 28,634    | 2,863,400           | 327,200                 |
| ラトビア       | 0.2732       | 19,353    | 1,935,300           | 221,200                 |
| エストニア     | 0.2527       | 17,907    | 1,790,700           | 204,650                 |
| ルクセンブルク | 0.2467       | 17,477    | 1,747,700           | 199,740                 |
| キプロス       | 0.1933       | 13,696    | 1,369,600           | 156,530                 |
| マルタ         | 0.0892       | 6,323     | 632,300             | 72,260                  |
| 合計           | 100.0000     | 7,084,937 | 708,493,700         | 80,970,690              |

ESMはまた、独自に発行する高格付け債による資金調達も行っている。2023年にはEFSF向けに200億ドル、ESM向けに80億ドルを調達した。日本政府は欧州金融市場の安定化が日本円を含む為替市場の安定にも資するとの観点のもと、ESM設立直後から外貨準備を用いたESM債の買入を実施しており、2013年5月末時点での購入累計額は22億ユーロであった。